# Elijah Abel

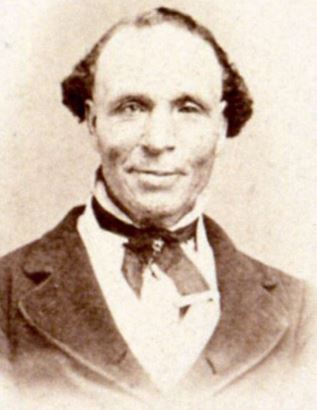
Elijah Abel

Elijah Abel (* 25. Juli 1808; † 25. Dezember 1885) war ein US-amerikanischer Geistlicher und der erste Afroamerikaner, der von Joseph Smith zum mormonischen Priester ordiniert wurde. Später wurde er auch im Kollegium der Siebziger aufgenommen.

## Leben
Abel wurde in Maryland als Sklave geboren und es wird angenommen, dass er mit der Underground Railroad nach Oberkanada flüchtete, um der Sklaverei zu entkommen. Er wurde im September 1832 von Ezekiel Roberts in der Kirche Christi getauft und heiratete Mary Ann Adams, die auch afroamerikanisch war.
Abel wurde zum Priester ordiniert am 3. März 1836 in Kirtland, Ohio, von Joseph Smith. Im Jahre 1839 wurde Abel ein Mitglied im Kollegium der Siebziger in Nauvoo. Während er in Nauvoo (Illinois) lebte, arbeitete er als Bestatter auf Wunsch des Propheten Joseph Smith.
Im Jahre 1841, als Smith in Quincy (Illinois) festgenommen wurde, war Abel einer von sieben Ältesten, die versuchten, ihn von Nauvoo aus zu retten. Aber als sie Quincy erreichten, war Joseph Smith schon zurück in Nauvoo. Im Jahre 1842 war er Zimmermann in Cincinnati und arbeitete für John Price. Er blieb in Cincinnati für einige Jahre.
Im Jahre 1843 diente Abel als Missionar in New York, aber er kehrte zurück nach Cincinnati und heiratete dort Mary Ann Adams ungefähr im Jahre 1847. Dort bekamen sie ihr erstes Kind, Moroni Abel, im Jahre 1849.
Im Jahre 1853 immigrierte Abel und seine Familie mit den mormonischen Pionieren nach Utah und leitete dort ein Hotel.
In Utah blieb Abel ein Siebziger und im Jahre 1884 diente er in seiner letzten Mission in Kanada, wo er krank wurde. Er starb nach seiner Heimkehr in Utah und wurde auf dem Friedhof von Salt Lake City begraben.

## Erbe

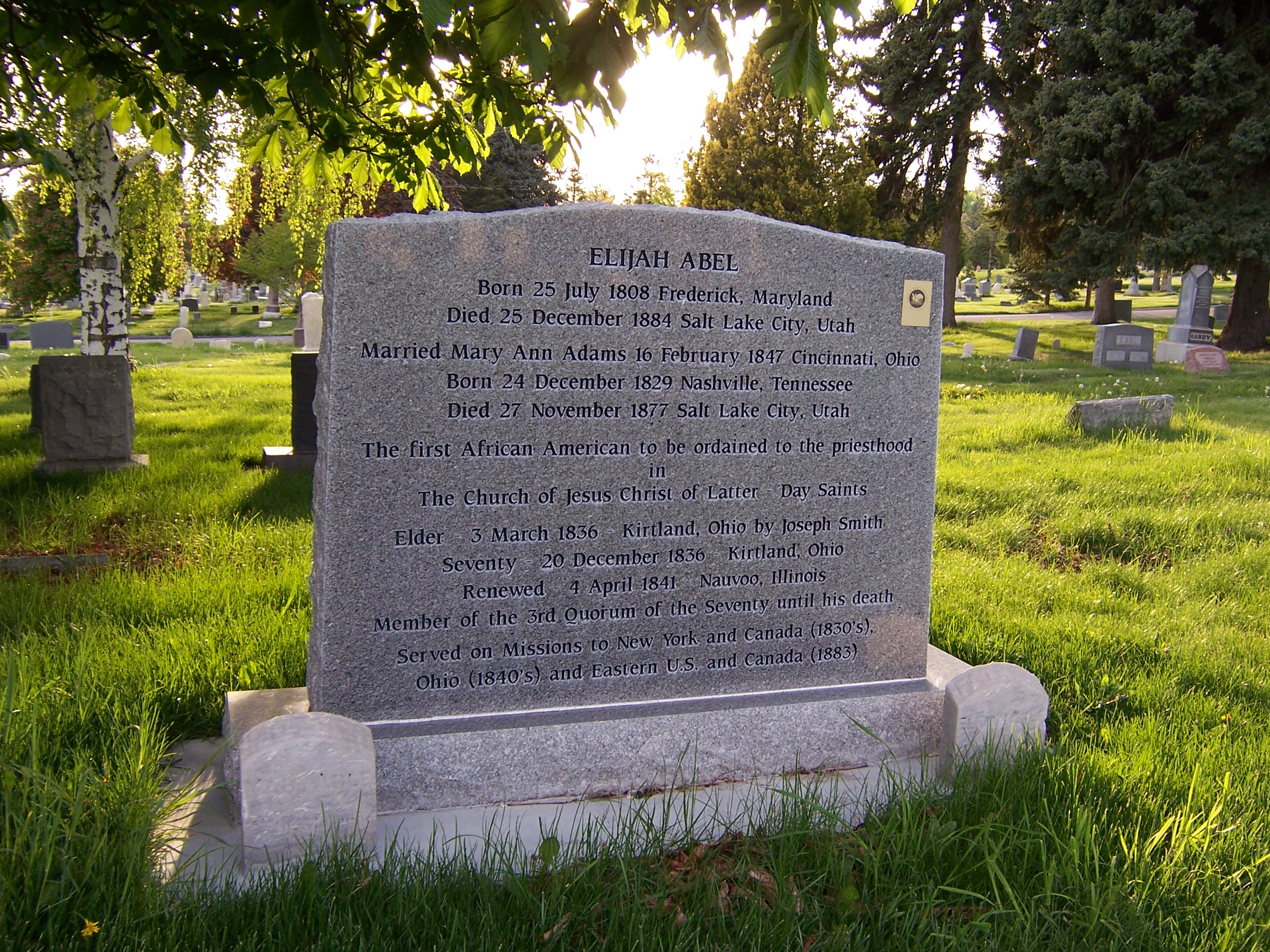
Vorderseite des Grabsteins
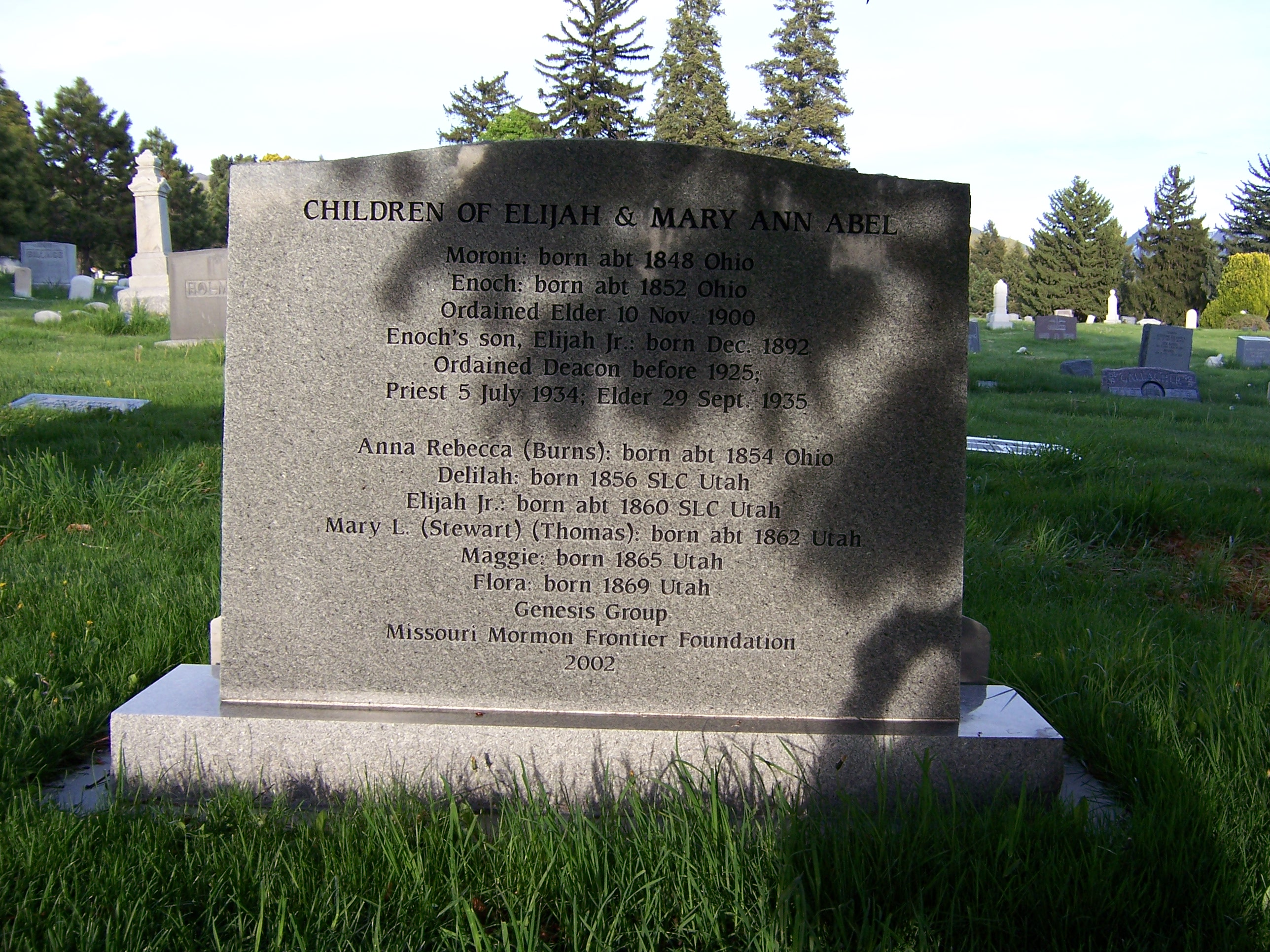
Rückseite des Grabsteins

Mindestens zwei von Abels Nachfahren – sein Sohn Enoch und dessen Sohn Elijah – wurden zum Priester ordiniert: Enoch am 27. November 1900 und Elijah am 29. September 1935.
Im Jahre 2002 wurde ein Denkmal errichtet zur Erinnerung an Abel und seine Nachfahren in Salt Lake City. Dieses Denkmal wurde eingeweiht von dem Apostel M. Russel Ballard, der Kirche Jesu Christi der Heiligen der Letzten Tage.